# L'Enfer (film, 1964)
Pour les articles homonymes, voir L'Enfer.

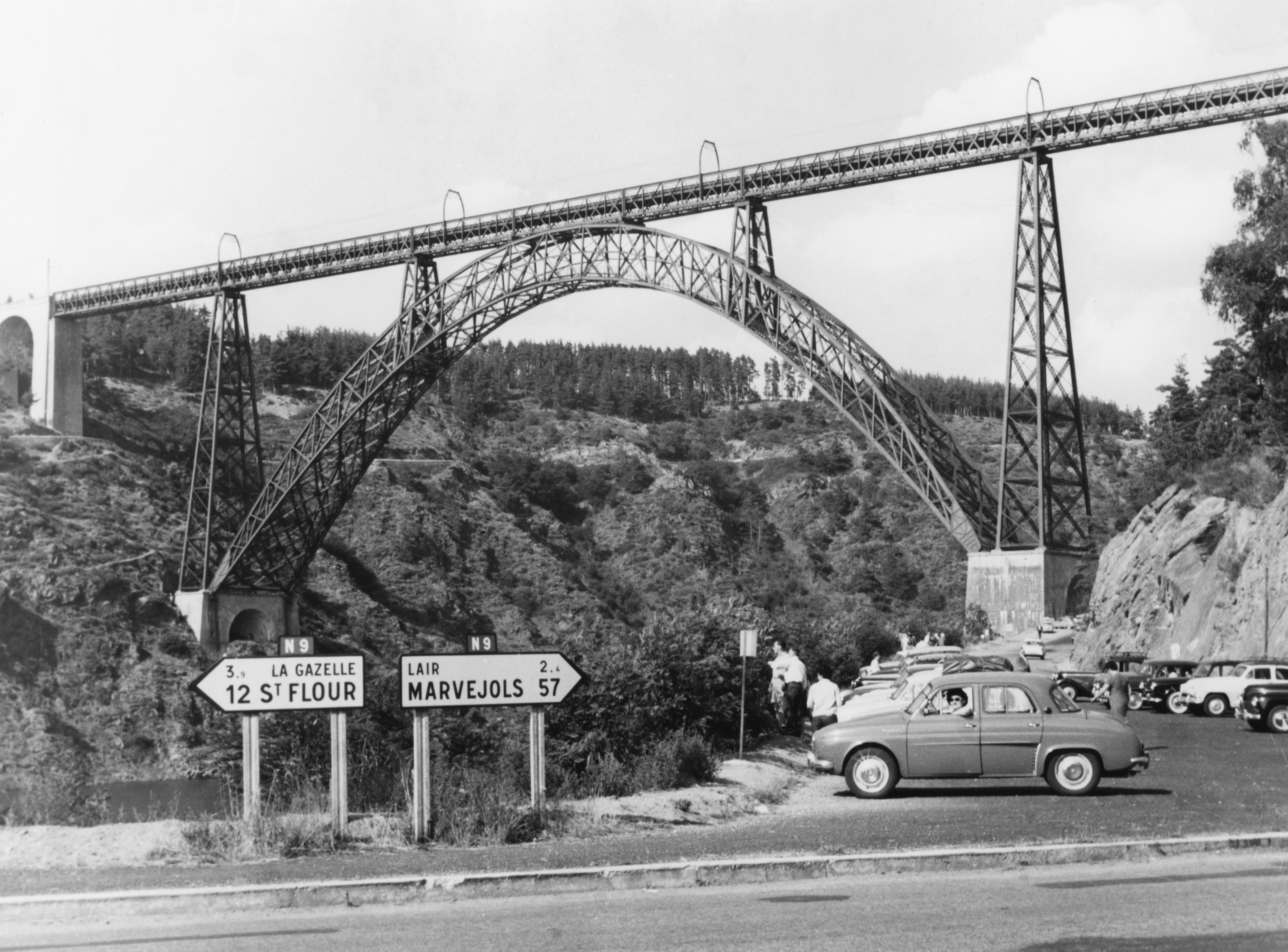
La nationale 9 près du viaduc de Garabit en 1962, où se déroule l'action.

L'Enfer est un film français inachevé d'Henri-Georges Clouzot avec Romy Schneider et Serge Reggiani, partiellement tourné en 1964.

## Synopsis
Un couple, Marcel et Odette, prend la gérance d'un hôtel situé au pied du viaduc de Garabit, face au lac du barrage de Grandval, dans le Cantal. Plus tard, Marcel, dévoré par la jalousie, attache Odette à un lit. Il se remémore les années passées, tout en soumettant sa femme à la torture, ses fantasmes se mêlant à la réalité.

## Fiche technique
- Titre : L'Enfer
- Réalisation : Henri-Georges Clouzot
- Scénario : Henri-Georges Clouzot, José-André Lacour et Jean Ferry
- Photographie : Armand Thirard, Claude Renoir et Andreas Winding,
- Artistes effets lumière : Joël Stein et Yvaral
- Responsable effets spéciaux : Éric Duvivier
- Maquillages : Michel Deruelle
- Costumes : Jacques Fonteray
- Assistants réalisateur : Costa-Gavras (préparation), Bernard Paul, Christian de Chalonge, Bernard Stora, Jean-Pierre Périer, Michel Pezin
- Musique : Gilbert Amy
- Son : William-Robert Sivel, Jean-Louis Ducarme
- Effets sonores et traitements de la voix de Serge Reggiani : Bernard Parmegiani
- Pays :  France
- Genre : Drame

## Distribution
- Romy Schneider : Odette
- Serge Reggiani : Marcel, le mari d'Odette, jaloux névrotique
- Dany Carrel : Marylou, l'amie aguicheuse d'Odette
- Jean-Claude Bercq : Martineau, le garagiste play-boy
- Mario David : Julien
- André Luguet : Duhamel, le fidèle client de l'« Hôtel du Lac », cadreur amateur
- Maurice Garrel : Dr Arnoux
- Blanchette Brunoy : Clotilde
- Hubert de Lapparent : M. Pimoiseau
- Germaine Delbat : Mme Rudemont
- Barbara Sommers : Mme Bordure
- Maurice Teynac : M. Bordure
- Catherine Allégret : Yvette
- Henri Virlogeux : l'homme sur la terrasse
- Bernard Stora

## Production
Selon l'assistant réalisateur Costa-Gavras (qui quitta le tournage durant la préproduction pour Compartiment tueurs), c'est en découvrant le film Huit et demi, de Federico Fellini, que le réalisateur Henri-Georges Clouzot eut l'envie de rompre avec le format plus classique de ses précédents films, pour tourner une œuvre d'un genre nouveau.
Selon l'assistant chef opérateur, William Lubtchansky, Clouzot s'est vu promettre un budget « illimité » pour ce film par les responsables de la Columbia, fortement impressionnés après avoir visionné les premiers essais et effets visuels, avant l'arrivée des acteurs.
Le film doit s'articuler en deux parties, l'une classique, de l'histoire du couple, en noir et blanc, et l'autre qui représente les fantasmes et hallucinations mentales de Marcel Prieur à chaque crise de jalousie ou du passage du train dans le viaduc, des « images-choc » qui déforment la perception visuelle et sonore. La folie est croissante dans le film jusqu'à atteindre une emprise « monstrueuse ». Clouzot s'inspire de l'art cinétique, de l'op art et de la musique électroacoustique, en vogue alors. Les essais expérimentaux, souvent improvisés, furent tournés avec les principaux acteurs pendant plusieurs mois en 1964 aux studios de Boulogne.
Après les essais expérimentaux, le tournage à l'extérieur est prévu pour un mois et commence en juillet 1964. Le tournage en studio aurait lieu après. L'action se déroule autour d'un hôtel situé à proximité du viaduc de Garabit. Le cinéaste d'ailleurs ne voulait tourner que dans cet hôtel. Le problème étant que le lac de Grandval doit être asséché dans une vingtaine de jours par EDF, ce qui empêchera les raccords. Prévoyant cela, Clouzot planifie en amont des scènes et plans à tourner, il engage 150 techniciens pour trois équipes techniques. Le tournage connaît bon nombre de péripéties digne d'un « film maudit ». Les exigences de Clouzot ainsi que les remaniements techniques font que le calendrier et le budget sont bien vite dépassés. Les expérimentations visuelles sont pour certaines assez complexes avant le traitement en laboratoire. Dans certaines images, la pellicule est directement en négatif avec seulement une partie du décor ayant une couleur anormale ou hallucinogène (le lac rouge par exemple) ; pour obtenir ce résultat, les acteurs sont habillés et maquillés dans les teintes adéquates pour obtenir un résultat normal après traitement. Le perfectionnisme de Clouzot fait que Serge Reggiani quitte le tournage pour dépression en prétextant une fièvre de Malte. Il est remplacé par Jean-Louis Trintignant qui ne tourne aucune scène. Finalement, le réalisateur eut un infarctus après trois semaines de tournages, interrompant la production,,.
En novembre 1964, Henri-Georges Clouzot explique : « Mon film L'Enfer est dans le pourquoi ? Parce que je suis tombé malade. Pourquoi ? Parce que la journée de tournage de L’Enfer coûtait si cher que j’étais obligé, pour couvrir les frais, de travailler à deux équipes au minimum seize heures par jour. Je ne vois pas bien qui aurait résisté. »
Le film fut inachevé, ne laissant que 185 bobines contenant 13 heures de rushes, qui restèrent inédites jusqu'en 2009.

## Postérité
Le scénario a été repris et adapté par Claude Chabrol dans son film L'Enfer, sorti trente ans après, en 1994 avec François Cluzet et Emmanuelle Béart dans les rôles principaux.
En 2009 est sorti L'Enfer d'Henri-Georges Clouzot de Serge Bromberg et Ruxandra Medrea, documentaire réalisé à partir des archives de Clouzot.
La BD L'Enfer, parue en 2025 chez Sarbacane, est une adaptation du film de Henri-Georges Clouzot.